# Inverdoorn
Inverdoorn är ett privatägt naturskyddsområde (Game reserv) i Sydafrika som ligger i provinsen Ceres-Karoo. Den upptar cirka 10 000 hektar.
I Inverdoorn finns det fler än 1200 olika djur. Exempel på djur i Inverdoornparken är the big five, det vill säga savannelefant, noshörning, lejon, leopard och afrikansk buffel. Andra stora djur är antiloper, giraffer och apa. Flera olika fågelarter och kräldjursarter finns också i parken. Ägaren till Inverdoornparken är Damian Vergnaud. 
Under 2011 uppmärksammades Inverdoorn då det blev den första parken som sprutade in tre olika gifter i flera noshörningars horn. Detta gjorde parken för att förhindra tjuvjakten som pågår i Sydafrika. Resultatet av giftet verkar ha lönat sig och färre noshörningar har dödats i Inverdoornparken. 